# Xã Montcalm, Michigan
Xã Montcalm (tiếng Anh: Montcalm Township) là một xã thuộc quận Montcalm, tiểu bang Michigan, Hoa Kỳ. Năm 2010, dân số của xã này là 3.350 người.